# Szántód
Szántód község Somogy vármegyében, a Siófoki járásban, Balatonföldvár és Zamárdi között, éppen Tihannyal szemben. A part azon részén fekszik, ahol a legszűkebb és legmélyebb a tó. A falu túlnyomórészt a Szántód és Tihany közt közlekedő kompjairól, lenyűgöző kilátásáról a Tihanyi-félszigetre és a Szántódpusztai Turisztikai és Kulturális Központról (amely falumúzeum („skanzen”)) híres. Mindössze 13,4 km-re fekszik Siófoktól, a környék nagyvárosától, 65,8 km-re Somogy megye székhelyétől, Kaposvártól és 117 km-re Budapesttől. Somogy vármegye egyik legrégebbi helysége, eleinte királyi, majd pedig a tihanyi apátság birtokává vált. Ettől függetlenül viszont csupán 1997-óta önálló község, azelőtt Zamárdi része volt. Szántódpuszta 1994-ben kapta meg az Európa Nostra-díjat építészeti hagyományainak megőrzéséért, értékes műemlékeinek helyreállításáért. Az egykori majorság területén több mint harminc jelentős épület áll, köztük kúria, csárda, cselédház, magtár és borospince, zömében az 1700-as évekből.

## Fekvése
Somogy vármegye északi részén, a Balaton déli partján, a Tihanyi-félszigettel szemben fekvő település. A szántódi rév miatt nevezik Somogy északi kapujának is. Szomszédos települések: keleten Zamárdi, délen Kőröshegy, nyugaton Balatonföldvár, ezekkel a helységekkel összeépült a település. Délkeleten Balatonendréd, északon pedig a Balaton túlpartján fekvő Tihany határolja.
Szántód területén végighalad a 7-es főút, a tihanyi révhez vezető forgalmat pedig a 7102-es út szolgálja ki, amely a 7-esből ágazik ki, kicsivel annak 114. kilométere után, még Zamárdi területén, és bő 5 kilométer után, már Szántódon torkollik vissza ugyanoda, a 118. kilométerszelvény közelében. A tőle délebbre eső településekkel a Kaposvártól idáig húzódó, több mint 60 kilométer hosszú 6505-ös út kapcsolja össze.

## Nevének eredete
„…A földművelésre kötelezett szolgálónépek lakóhelyét jelöli, akik az uradalom eszközeivel szántottak. A tihanyi apátság birtoka volt. A települést az 1055-ben kelt Tihanyi alapítólevél még koku zarma néven említi. Az 1211-es oklevél még a régi nevet is leírja: Choczorma. Az új név (Szántó) tehát a két időpont között keletkezett.”

## Története
Szántód egyike Somogy vármegye legrégibb helységeinek. Szántód eleinte királyi birtok volt, melyet még I. Endre király adományozott a tihanyi monostornak. Az adománylevélben neve Kak-Szarma alakban fordult elő, az 1267. évi pápai bulla viszont már Szántód-nak nevezi. 
Az 1557. évi adólajstrom szerint még a tihanyi monostoré, 1564-ben pedig a nyitrai püspöké volt. 1572-ben azonban már puszta. Az 1573-1574. évi adólajstrom szerint 7, 1580-ban mindössze csak 2 házát írták össze. 
1633-ban a tihanyi apát Somogyi Jánosnak, a pápai gyalogság vajdájának zálogosította el. 1715-ben 6 háztartást írtak benne össze. 
Az 1720. évi országos összeíráskor önálló jobbágyfalu volt, de 1726-ban már ismét puszta és a herceg Esterházy-féle hitbizomány és a tihanyi apátság birtokában volt. Az 1910-es években még Zamárdi része volt Szántód-puszta néven.
Szántód 1997-ben alakult önálló községgé, addig Zamárdi közigazgatása alatt volt.

## Címere
Szántód község címerét Gergely Árpád festő és grafikus tervezte, 1996-ban.

## Közélete

### Polgármesterei
- 1998–2002: Dr. Karabinszky Gyula (független)[5]
- 2002–2006: Dr. Karabinszky Gyula Sándor (független)[6]
- 2006–2010: Dolgos János (független)[7]
- 2010–2012: Dolgos János (Fidesz-KDNP)[8]
- 2012–2014: Vizvári Attila (független)[9]
- 2014–2019: Vizvári Attila (független)[10]
- 2019–2024: Vizvári Attila (független)[11]
- 2024– : Vizvári Attila (független)[1]

A településen 2012. december 9-én időközi polgármester-választást tartottak, az előző polgármester halála miatt.

## Népesség
A település népességének változása:
| Lakosok száma | 592  | 594  | 561  | 692  | 629  | 610  | 583  |
|               | 2013 | 2014 | 2015 | 2021 | 2022 | 2023 | 2024 |

A 2011-es népszámlálás során a lakosok 89,8%-a magyarnak, 3% németnek, 0,4% cigánynak, 0,2% bolgárnak, 0,2% görögnek, 0,2% örménynek, 0,2% szerbnek mondta magát (10,2% nem nyilatkozott; a kettős identitások miatt a végösszeg nagyobb lehet 100%-nál). A vallási megoszlás a következő volt: római katolikus 43,6%, református 9,8%, evangélikus 1,3%, görögkatolikus 0,4%, izraelita 0,4%, felekezet nélküli 13% (29,8% nem nyilatkozott).
2022-ben a lakosság 84,7%-a vallotta magát magyarnak, 3% németnek, 0,3% görögnek, 0,2% cigánynak, 0,2% szerbnek, 3,2% egyéb, nem hazai nemzetiségűnek (14,9% nem nyilatkozott; a kettős identitások miatt a végösszeg nagyobb lehet 100%-nál). Vallásuk szerint 33,1% volt római katolikus, 7,8% református, 3,3% evangélikus, 0,2% görög katolikus, 0,2% ortodox, 4,1% egyéb keresztény, 1,4% egyéb katolikus, 8,1% felekezeten kívüli (41,5% nem válaszolt).

## Nevezetességei
- Szántódrév: (Tihanyi u.)

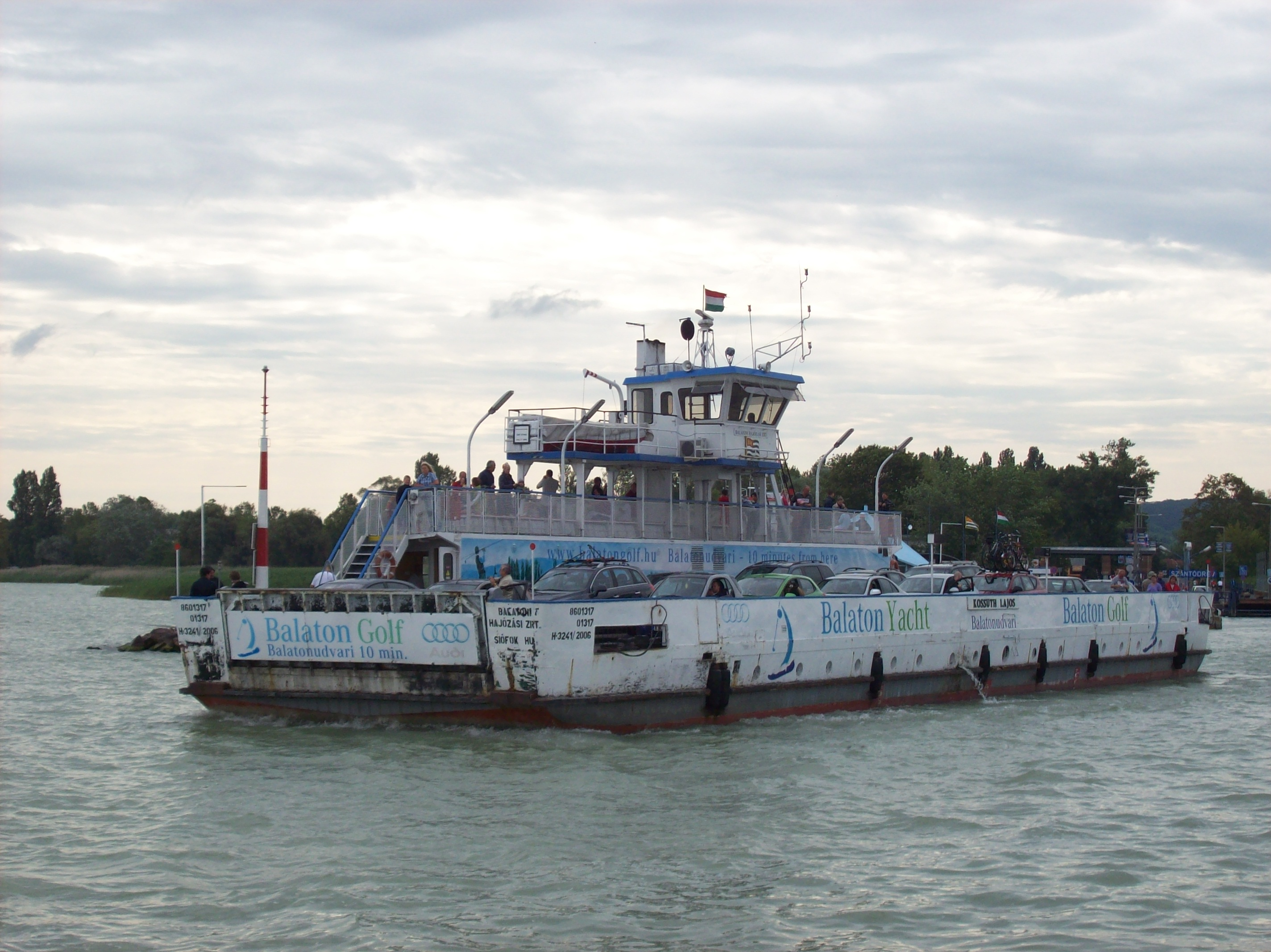
A Tihany – Szántód közötti rév hajója 2010-ben

- Szántódpuszta: Majorsági Múzeum
- Szántódpuszta: Szent Kristóf-kápolna
- Szántódpuszta: Régi temető
- Szántód: Szent Kristóf-szobor  Archiválva 2016. március 10-i dátummal a Wayback Machine-benKöztérkép
- Szántód: Kossuth-szobor
- Szántód: Kereszt
- Szántód: Fenyveserdő kilátó-domb

## Híres szántódiak
- Boross Marietta (Szántódpuszta 1922-) néprajzkutató
- Pálóczi Horváth Ádám (1760-1820) költő, író, hagyománygyűjtő Szántódon gazdálkodott, emlékszobája van
- Tüskés Tibor (1930-2009) író, kritikus, irodalomtörténész, szerkesztő

## Közösségi oldalak-klubok
- Szántód klub